# Robert Girod (Rennfahrer)
Armand Robert Girod (* 7. September 1900 in Neuilly-sur-Seine; † 9. Mai 1964 in Paris) war ein französischer Autorennfahrer.

## Karriere
Robert Girod startete 1931 beim 24-Stunden-Rennen von Le Mans. Als Partner von Gustave Duverne fuhr er einen B.N.C. Type 527 Sport, der wegen zu frühen Nachtankens disqualifiziert wurde. Seine beste Platzierung bei einem internationalen Sportwagenrennen war der elfte Gesamtrang beim 6-Stunden-Rennen von Routes Pavées 1931. Den Großen Preis von Frankreich 1932 beendete er an der achten Stelle, nachdem er bei Halbzeit des Rennens den Alfa Romeo 8C 2300 „Monza“ von Pierre Félix übernommen hatte.

## Statistik

### Le-Mans-Ergebnisse
| Jahr | Team             | Fahrzeug              | Teamkollege     | Platzierung     | Ausfallgrund |
| ---- | ---------------- | --------------------- | --------------- | --------------- | ------------ |
| 1931 | Charles de Ricou | B.N.C. Type 527 Sport | Gustave Duverne | disqualifiziert |              |